# Меняю собаку на паровоз
«Меняю собаку на паровоз» — советский комедийный фильм, снятый в 1975 году режиссёром Никитой Хубовым по пьесе «Чужая роль» детского писателя Сергея Михалкова.

## Сюжет
У школьника Алика две заветные мечты: завести щенка и сняться в кинофильме в роли маленького партизана. Однако, получив приглашение на съёмку, мальчик чуть всё не портит, так как исправляет «двойку», полученную за диктант, на «пятёрку». Когда хитрость раскрывается, юный обманщик лишается роли.
Идя через железнодорожные пути станции, расстроенный Алик засматривается на старый, готовящийся к списанию паровоз Эм 731-90, который водит старый машинист Трофимыч. Познакомившись с ним и побывав на паровозе, Алик уже не думает о съёмках, а хочет только попасть на паровоз «с поднятым паром».

## В ролях
| Актёр                 | Роль             |
| --------------------- | ---------------- |
| Дмитрий Шевелёв       | Алик             |
| Роза Агишева          | Таня             |
| Дмитрий Ажнин         | Миша             |
| Екатерина Гражданская | Ивушкина         |
| Татьяна Лаврова       | мама Алика       |
| Татьяна Мучкина       | Иванова          |
| Александр Новиков     | Петров           |
| Павел Панков          | Павел Трофимович |
| Виктор Сергачёв       | папа Алика       |
| Олег Степанов         | Эпизод           |
| Павел Степанов        | Пучеглазов       |
| Олег Табаков          | режиссёр         |
| Светлана Волкова      | Катя             |
| Леонид Рисов          | одноклассник     |
| Кирилл Яковлев        | одноклассник     |
| Александр Сажин       | Эпизод           |
| Эраст Гарин           | учитель пения    |
| Виктор Фокин          | грузчик          |

## Съёмочная группа
- Режиссёр — Никита Хубов;
- Оператор — Михаил Якович;
- Сценарий — Сергей Михалков;
- Композитор — Евгений Крылатов.
- Художник — Борис Дуленков

В фильме звучит песня «Так бывает?» («Скажите, а в жизни такое бывает…»), слова Ю. Энтина, музыка А. Пахмутовой.

## Критика
Детский фильм «Меняю собаку на паровоз» остроумно высмеивает модную в наше время «талантоманию», которой страдают некоторые родители.— журнал «Спутник», 1977 год